# Virgil Miller

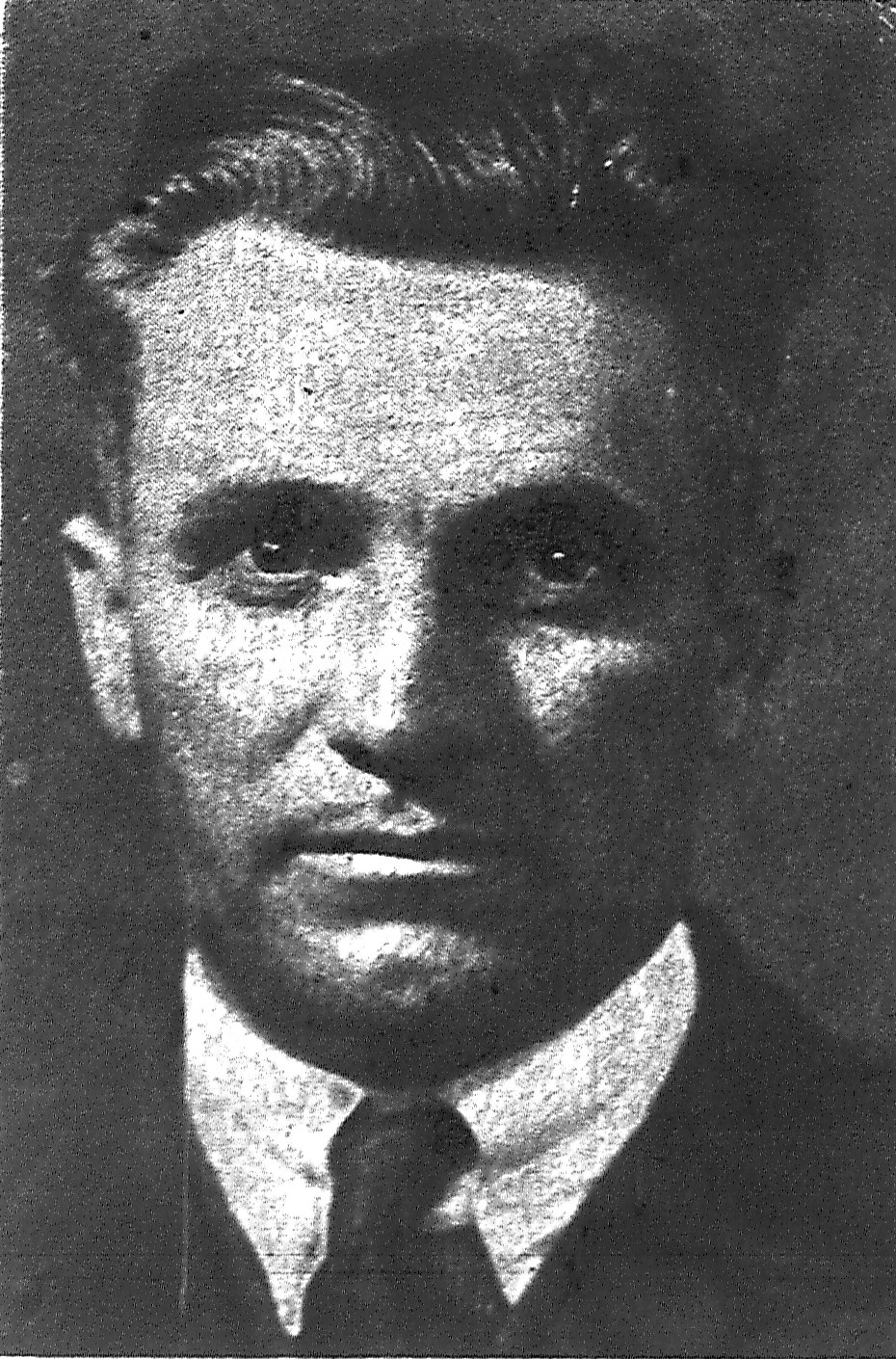
Virgil Miller

Virgil Miller, ASC (20 de dezembro de 1886 – 5 de outubro de 1974) foi um cineasta norte-americano, que atuou como diretor de fotografia para 157 filmes entre 1917 e 1956.
Ele nasceu Virgil E. Miller, na cidade de Coffeen, Illinois e faleceu em Hollywood, Califórnia.

## Filmografia parcial
- Man Under Cover (1922)
- The Falcon in San Francisco (1945)
- Navajo (1952)
- Murder Without Tears (1953)
- Unchained (1955)